# Cheilanthes distans
Cheilanthes distans är en kantbräkenväxtart som först beskrevs av Robert Brown, och fick sitt nu gällande namn av Georg Heinrich Mettenius. Cheilanthes distans ingår i släktet Cheilanthes och familjen Pteridaceae. Inga underarter finns listade.

## Bildgalleri

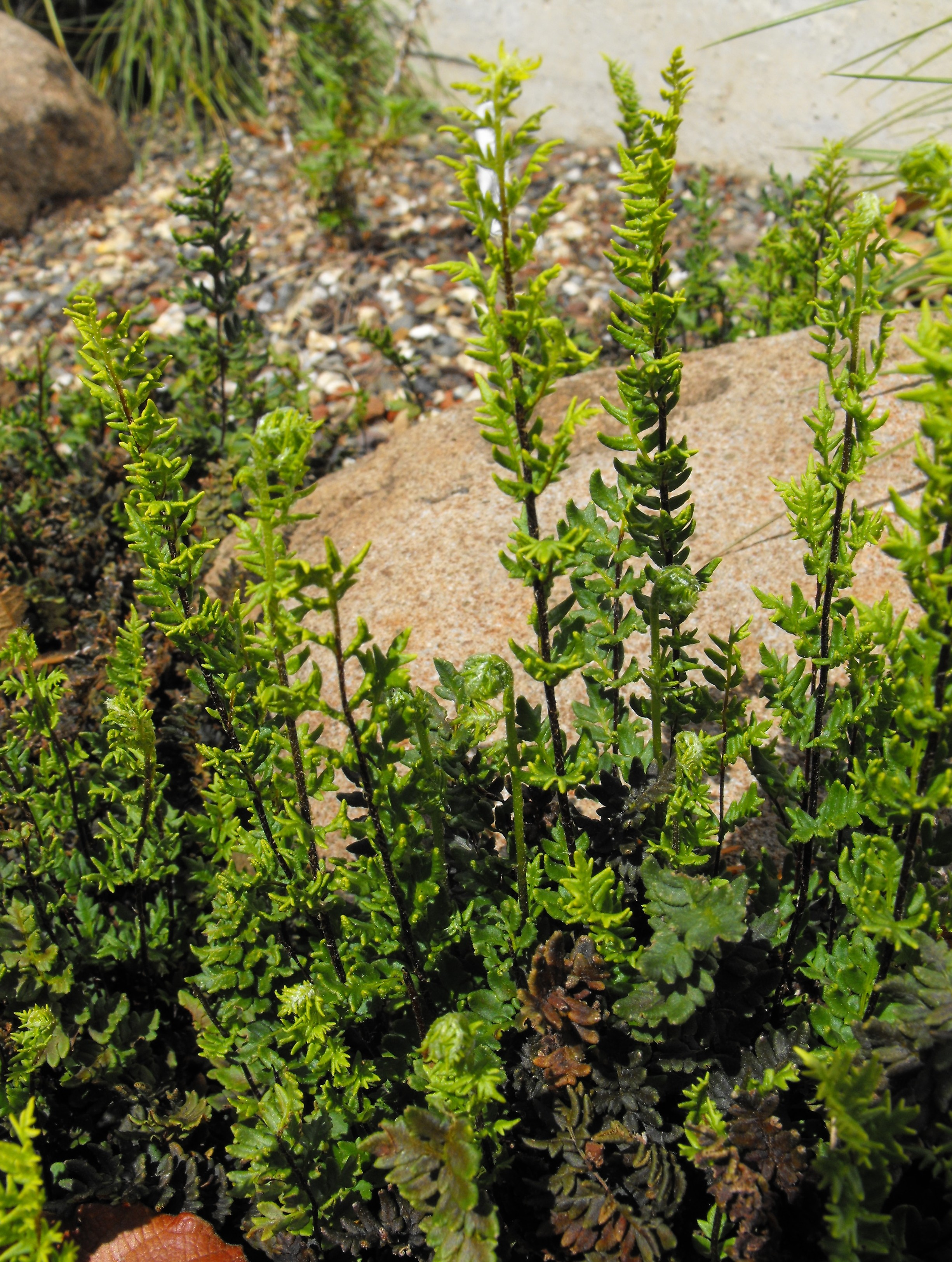